# Kawasaki Heavy Industries
Kawasaki Heavy Industries, KHI (japanska: 川崎重工業株式会社, Kawasaki Jūkōgyō Kabushiki-kaisha) är ett japanskt företag som tillverkar allt från motorcyklar, elverk, bilar, båtar, höghastighetståg och industrirobotar till tyngre industriprodukter.
Företaget, som ingår i Dai-Ichi Kangyo Group, har högkvarter i Chuo, Kobe och i Tokyo. Det döptes efter sin grundare Shozo Kawasaki och har inget med staden Kawasaki att göra.

## Motorcyklar
Kawasaki är den minsta av de fyra stora japanska tillverkarna (Honda, Yamaha, Suzuki och Kawasaki).
Kawasaki tillverkar alla typer av motorcyklar men har genom åren utmärkt sig för att ta fram värstingmodeller som 
- Trecylindriga tvåtaktare.[2] År 1969 kom H1 500cc, vilken satte skräck i både förare och omgivning med sin hysteriska trecylindriga tvåtaktsmotor på 60 hk, kombinerad med tvivelaktiga vägegenskaper och trumbroms fram. Denna följdes 1972 av den ännu starkare H2 med 750 cc och 74 hk, som dock var mer civiliserad med ett bredare effektband samt skivbroms. Samma år kom även S1 med 250 cc och 32 hk, samt S2 med 350 cc och 45 hk, båda med trumbroms fram. Se bilder på dessa idag högst ovanliga motorcyklar på Wikimedia Commons.
- Z1/Z900 från 1972 som var banbrytande tekniskt med sin radfyra med dubbla överliggande kamaxlar, på 82 hk, en för sin tid enorm effekt- och fartresurs.
- Z1300 från 1979, en supertouringmaskin med vattenkyld radsexa på 120 hk, och med en vikt över 300 kg.
- ZZR 1100 från 1990. Med sin effekt på 147 hästkrafter blev den världens då snabbaste motorcykel. Den var en av de första serietillverkade motorcyklarna med ett så kallat "Ram air system" som vid höga hastigheter genom sin utformning av luftintag skapade ett övertryck i inloppsdelen till motorn på liknande sätt som ett turboaggregat.[3]
- ZX-12R från 2000. Första årsmodellen var inte spärrad utan gjorde 308 km/h. Året efter kom de stora japanska tillverkarna muntligen överens om att spärra modellerna till max 300 km/h på grund av negativ kritik i bland annat press ("vem behöver en hoj som gör över 300 km/h egentligen" och liknande kommentarer).

Kawasaki tävlar med varierande framgång bland annat i Motocross och i MotoGP- och Superbike-klasserna i roadracing.